# Váradi Regestrum
Das Váradi Regestrum (lateinisch: Regestrum Varadiense) ist eine zwischen 1208 und 1235 aufgenommene sporadische Aufzeichnung des Domkapitels von Varad. Varad ist ein alter Name von Oradea, ehemaliger Verwaltungssitz des Komitats Bihar. Das ursprüngliche Werk ist nicht erhalten.